# Rhododendron viscidifolium
Rhododendron viscidifolium är en ljungväxtart som beskrevs av Davidian. Rhododendron viscidifolium ingår i släktet rododendron, och familjen ljungväxter. Inga underarter finns listade i Catalogue of Life.